# Па-де-де
Па-де-де́ или па-де-дё (фр. pas de deux [pa dǝ dø], досл.: «шаг обоих») — одна из основных музыкально-танцевальных форм в балете. Состоит из выхода двух танцовщиков (антре), адажио, вариаций сольного мужского и женского танцев и совместной виртуозной коды.
В наше время па-де-де встречается практически во всех балетах классического наследия, хотя изначально многие из них носили форму па-де-труа. Такой вариант исполнения до сих пор можно встретить в некоторых редакциях балетов «Корсар» или «Лебединое озеро».

## История
Элементы па-де-де впервые появились в начале XVIII века в качестве вступительных актов и балетов, в которых пара исполняла одинаковые танцевальные шаги, иногда — держась за руки. В то время и в течение периода барокко танец развивался таким образом, чтобы показать более драматическое содержание. Например, в балете «Любовь Марса и Венеры», поставленном в 1717 году Джоном Уивером (1673—1760), Марс (танцовщик) стремился изобразить галантность, уважение, горячую любовь и обожание, в то время как Венера демонстрировала стыдливость, ответную любовь и взгляды, выражающие желание.
В конце XVIII — начале XIX веков возник романтический па-де-де, который включал более тесный физический контакт с балеринами, когда те танцевали на пальцах ног, удерживаемые руками партнеров.